# Neologism
În lingvistică, termenul neologism (< fr  néologisme < el  νεολογισμός < νέος (neos) < „nou” + λόγος (logos) „cuvânt”) denumește o unitate lexicală nouă în limbă, rezultat al unui mijloc intern de îmbogățire a lexicului, împrumutată dintr-o limbă străină sau calchiată pe baza unei unități lexicale străine. În lingvistica franceză sunt autori care nu includ împrumuturile printre neologisme. Suma procedeelor interne și externe de îmbogățire a lexicului cu unități lexicale și sensuri noi este numit cu un termen introdus în lingvistica franceză „neologie”.
Termenul „neologism” este ambiguu, pe de o parte deoarece unitatea lexicală în cauză este nouă numai în raport cu un anumit moment din istoria limbii, care poate fi unul și din trecutul îndepărtat, pe de altă parte, prin faptul că utilizatorii limbii percep neologismul ca o unitate neintegrată în lexic. Astfel, unele intrate relativ recent în limbă nu sunt simțite ca atare dacă au intrat repede în folosința comună, pe când altele, relativ vechi, dar puțin folosite, sunt văzute ca neologisme.

## Tipuri de neologisme

### Din punctul de vedere al originii
În sensul cel mai larg și din punctul de vedere al originii lor, neologismele se împart în trei categorii.
Unele neologisme sunt create prin mijloace interne limbii considerate.
În primul rând, printre acestea se includ toate mijloacele de formare a cuvintelor: derivarea, compunerea, telescoparea, formarea siglelor și acronimelor, reduplicarea, trunchierea cuvintelor (prin afereză, sincopă sau apocopă), trunchierea sintagmelor și a cuvintelor compuse, deformarea cuvintelor (prin etimologie populară sau în mod voit), lexicalizarea de nume proprii prin antonomază de tip metonimic, și unele mijloace mai puțin productive.
În al doilea rând este vorba de procedeul numit conversiune, prin care un cuvânt trece dintr-o clasă lexico-gramaticală în alta, adică devine altă parte de vorbire, de exemplu adverbul bine devine substantiv, primind determinanți și fiind declinat ca acesta: binele, binelui.
În al treilea rând, lexicul se îmbogățește și prin darea de sensuri noi unor cuvinte preexistente în limbă, de exemplu prin metaforă: poalele muntelui, broasca ușii, capra trăsurii, aripile morii, aripile automobilului.
Un mijloc numai extern de îmbogățire a lexicului este împrumutul din alte limbi.
Există și un mijloc mixt, extern și intern totodată, anume calcul lexical. Pe de o parte, acesta poate fi semantic, adică unui cuvânt deja existent în limbă i se dă un sens suplimentar, după un sens al echivalentului său străin. De exemplu, cuvântul românesc cerc a preluat sensuri figurate de la cercle din limba franceză, printre care „grup de oameni legați între ei prin interese comune ori prin legături de rudenie sau de prietenie”. Pe de altă parte, calcul poate fi de structură morfematică, prin care se împrumută structura unui cuvânt străin derivat (întâietate < fr  primauté) sau compus: bunăstare < de  Wohlstand.

### Din punctul de vedere al vitalității
Unele neologisme create pe terenul unei limbi date sunt și rămân ocazionale.
Printre acestea se includ cele produse de persoane care suferă de unele disfuncții ale creierului, în special de afazia Wernicke.
Neologisme ocazionale produc și copiii care își învață limba maternă. De exemplu, cei de 4-5 ani denumesc lucruri și ființe al căror nume nu-l cunosc, pe baza caracteristicilor pe care le observă în legătură cu ele. Uneori rezultă întâmplător un cuvânt existent în limbă, dar pe care nu l-au mai auzit, ex. hu  füstölő literal „fumegător” pentru „horn”, alteori un cuvânt inexistent, dar format de ei din elemente existente, ex. vízbot lit. „apă-băț” pentru „undiță”.
Asemenea neologisme se întâlnesc și la adulți normali. Uneori creează un cuvânt în loc de altul pe care nu și-l amintesc. La vorbitorii bilingvi se creează uneori un transfer negativ între limbile cunoscute și astfel apar de asemenea cuvinte noi. Se mai creează cuvinte noi și prin analogie, dintr-o tendință de regularizare. De pildă, în limba franceză a apărut astfel un verb ca solutionner „a soluționa”, derivat de la solution „soluție”, în locul lui résoudre „a rezolva”, sau adverbul latinesc quasi „aproximativ, cam, aproape”, folosit în registrul de limbă elevat, primește un sufix de derivare a adverbelor de la adjective, devenind quasiment în registrul familiar.
Sunt frecvente și neologismele ocazionale create în mod conștient. Acestea sunt formațiuni strâns legate de context și denumesc entități noi sau necunoscute, ori exprimă o anumită atitudine față de acestea. Crearea unora urmărește realizarea de efecte stilistice, în special la unii jurnaliști sau scriitori. Un scriitor englez care recurgea la asemenea creații era Lewis Carroll. În literatura română se poate cita în acest sens Constanța Buzea, cu cuvinte precum rinocerb, crocodinozaur, ciocănitorinc, anacobră, zgomototolit, zgomotor, zgomoticicletă.
Neologia ține de creativitatea lexicală, caz special al creativității lingvistice. Ea poate fi stilistică, precum cea a scriitorilor, sau denominativă, provenită din nevoia de a numi realități și concepte noi.
Unele neologisme ocazionale se generalizează, se impun în limbă și sunt acceptate de varietatea standard a acesteia. Astfel sunt exemplele franceze de mai sus. Creatorii unora sunt personalități cunoscute, ca poetul francez Guillaume Apollinaire, care a creat termenii surréalisme „suprarealism” și surréaliste „suprarealist”.
Majoritatea neologismelor sunt create în mod conștient, cu scopuri precise. Fenomenul a apărut în perioada de formare a limbii literare, din care a evoluat ulterior varietatea standard a limbii. În română, începând cu secolul al XVIII-lea, procesul intensificându-se în deceniile 3-4 ale secolului al XIX-lea, s-a recurs mai mult la împrumuturi romanice. Aproximativ în aceeași perioadă s-a desfășurat așa-numita mișcare de „înnoire a limbii maghiare”, în cadrul căreia o seamă de cărturari au creat neologisme pentru a numi realități noi înlocuind împrumuturile din limbile latină și germană, sau căutând să evite preluarea altora, iar această tendință continuă și în limba actuală.
Crearea conștientă a neologismelor prin procedee interne este mereu de actualitate, mai ales în domeniul terminologiei, în cazul unor limbi tot din dorința de a evita împrumuturile sau de a le înlocui, dacă au pătruns deja în limbă. Pentru limba franceză, de exemplu, există organisme oficiale care introduc termenii noi în standardul limbajelor de specialitate, după ce le evaluează din acest punct de vedere. Astfel, în Franța există Commission d’enrichissement de la langue française (Comisia pentru îmbogățirea limbii franceze), care aprobă periodic termenii noi și îi publică în Journal officiel. În Canada, Office québecois de la langue française (Oficiul din Québec al limbii franceze) are aceeași menire, publicând Le grand dictionnaire terminologique (Marele dicționar terminologic), ce recomandă termenii francezi corespunzători celor din engleză.
Ca și în cazul neologismelor ocazionale, și dintre cele create conștient cu speranța că vor dăinui, se impun numai o parte în ansamblul limbii, iar unele numai în varietatea standard. De pildă, din cele aproximativ 8.500 de cuvinte create în perioada înnoirii limbii maghiare, marea majoritate au dispărut. Majoritatea termenilor de specialitate se limitează la domeniul respectiv.

## Motive ale neologiei
Neologisme apar în primul rând din necesitatea de a denumi realități și concepte noi.
În al doilea rând, există neologisme motivate de necesitatea de a denumi lucruri deja cunoscute cu nume considerate mai potrivite din diverse motive.
Un astfel de motiv este, de exemplu, evitarea în terminologia medicală a unor cuvinte populare considerate vulgare (ex. anus, penis).
Alt motiv este tendința spre economie, adică spre reducerea numărului de cuvinte în denumirea unui concept, ex. en  antidisestablishmentarianism (filozofie politică ce se opune separării unui cult religios de statul în care funcționează).
În limbajul curent apar uneori eufemisme în locul unor cuvinte care devin neplăcute. De pildă, în franceză, cuvântul cabinet(s) „closet”, deja un eufemism, a fost înlocuit de toilette(s) „toaletă”. De asemenea, œuvres de charité „opere de caritate”, sintagmă simțită ca una ce conotează un paternalism învechit, a fost înlocuit cu œuvres caritatives „opere caritative”.
Alte neologisme nu au altă justificare decât să dea mai mult prestigiu lucrului denumit și persoanelor care vorbesc despre el, ex. fr  pédiluve (< latina medievală pediluvium) în loc de bain de pieds „baie de picioare”.
Alt motiv este de ordin comercial, acela de a convinge că lucrul denumit este nou, de pildă în domeniul modei.

## Atitudini față de neologisme
Atitudinea față de neologisme este determinată de mai mulți factori: caracteristicile limbii considerate, faptul dacă este vorba de împrumuturi sau de neologisme create prin mijloace interne limbii, concepțiile persoanelor care se ocupă de standardizarea ei, factori extralingvistici, gradul de receptivitate față de neologisme a utilizatorilor de rând ai limbii etc.
Preferința pentru împrumut sau pentru mijloace interne și calc diferă de la o limbă la alta. În comparație cu unele limbi, de exemplu româna, maghiara este mai reticentă față de împrumuturi. În maghiară ele constituie 7% din lexic, pe când în română – peste 60%. O explicație poate fi faptul că în maghiară se pot forma prin compunere și derivare cuvinte noi așa-zis „transparente”, adică motivate, din elemente cunoscute de majoritatea vorbitorilor. De exemplu, pentru a spune „jurnalistică”, nu este nevoie de împrumutul zsurnalisztika, din moment ce s-a putut forma újságírás (literal „scriere de ziare”), un cuvânt compus, dar chiar mai scurt decât cuvântul străin netransparent. Româna fiind o limbă romanică, a putut împrumuta relativ ușor cuvinte din celelalte limbi din aceeași familie, fapt la care a contribuit și un factor extralingvistic, voința cărturarilor de re-romanizare a limbii, care se înscria în procesul de modernizare a țării prin orientarea către Europa Occidentală.
Cazul standardului limbii croate este semnificativ pentru influența factorilor extralingvistici în privința mijloacelor de îmbogățire a lexicului. Tendința spre recurgerea la mijloacele interne și la calc, respectiv spre restrângerea împrumutului este tradițională în standardul acestei limbi și s-a accentuat în unele epoci istorice, precum relativ nu demult, după ce Croația a devenit independentă în 1991.
Atitudinea vorbitorului de rând nu este totdeauna aceeași ca a lingviștilor normativi. Bunăoară, în cazul francezei, degeaba s-a recomandat cuvântul cuisinette „bucătărioară” (derivat de la cuisine „bucătărie”) în loc kitchenette (derivat de la en  kitchen), vorbitorii îl preferă pe cel din urmă. În croată de asemenea, se constată că împrumuturile din engleză sunt curente în registrul de limbă familiar, dar mult mai puțin curente în registrul elevat.